# Rugby a 15 nel 1926

## Attività Internazionale

### Tornei per nazioni
|  | Cinque nazioni | Scozia |

### I tour
- Gli All Blacks, svolgono un tour in patria e nel Nuovo Galles del Sud. Vinceranno 3 test su 4 contro la selezione statale, che all'epoca di fatto rappresentava tutta l'Australia.

- Tonga restituisce la vista del 1924 alle Isole Figi  e affronta per la prima volta Samoa.

| Suva 14 agosto 1926 | Figi | 10 – 3 | Tonga | Albert Park |

| Suva 16 agosto 1926 | Figi | 8 – 13 | Tonga | Albert Park |

| Suva 18 agosto 1926 | Figi | 3 – 6 | Tonga | Albert Park |

| Apia agosto 1926 | Samoa | 9 – 15 | Tonga |  |

- Auckland Students alle Figi : è un tour storico perché è la prima visita di una squadra di anglosassoni nelle isole del Pacifico

| Suva 21 agosto 1926 | Figi XV | 8 – 8 | Auckland University |  |

| Suva 28 agosto 1926 | Figi XV | 3 – 8 | Auckland University |  |

| Suva 5 settembre 1926 | Figi XV | 18 – 10 | Auckland University |  |

- I New Zealand Maori nel 1926 si imbarcarono per un lunghissimo tour degno del mitico tour dei New Zealand Natives del 1888-89.

Fu un tour di sette mesi, con 38 partite disputate di cui 29 vinte, 7 perse e due pareggiate con 712 punti segnati e solo 215 subiti.
Come d'uso all'epoca il tour iniziò con due sfide contro squadre neozelandesi, Auckland e Wellington.

## Campionati nazionali
| Argentina            | Camp. di Buenos Aires | CASI                          |
| Francia              | Campionato 1925-26    | Tolosa                        |
| Nuovo Galles del Sud | Shute Shield          | Sydney University             |
| Romania              | Campionato            | Stadiul Roman                 |
| Nuova Zelanda        | Ranfurly Shield       | Hawke's Bay detentore 1922-27 |
| Sudafrica            | Currie Cup:           | non disputata                 |

## I Barbarians
Nel 1926 la squadra ad inviti dei Barbarians ha disputato i seguenti incontri:
| Penarth 2 aprile 1926 | Penarth RFC | 17 – 33 | Barbarians |  |

| Cardiff 3 aprile 1926 | Cardiff RFC | 8 – 4 | Barbarians | Arms Park |

| Swansea 5 aprile 1926 | Swansea RFC | 17 – 11 | Barbarians | (Saint Helen's) |

| Newport 6 aprile 1926 | Newport RFC | 5 – 6 | Barbarians | (Rodney Parade) |

| Bedford 4 marzo 1926 | East Midlands | 7 – 21 | Barbarians |  |

| Leicester 28 dicembre 1926 | Leicester Tigers | 13 – 8 | Barbarians | (Welford Road) |